# Калтенленгсфелд
Калтенленгсфелд (њем. Kaltenlengsfeld) општина је у њемачкој савезној држави Тирингија. Једно је од 61 општинског средишта округа Вартбург. Према процјени из 2010. у општини је живјело 424 становника. Посједује регионалну шифру (AGS) 16063043.

## Географски и демографски подаци
Калтенленгсфелд се налази у савезној држави Тирингија у округу Вартбург. Општина се налази на надморској висини од 535 метара. Површина општине износи 9,7 km². У самом мјесту је, према процјени из 2010. године, живјело 424 становника. Просјечна густина становништва износи 44 становника/km².